# Nephrolepis exaltata
El Nephrolepis exaltata (helecho común, helecho doméstico o simplemente "Nephrolepis") es una especie de helecho de la familia Lomariopsidaceae, nativa en regiones tropicales de todo el mundo. Es común en los bosques húmedos y pantanos. 